# Hackenberg
Hackenberg är en kulle i Österrike.   Den ligger i  förbundslandet Wien, i den östra delen av landet, 9 km väster om huvudstaden Wien. Toppen på Hackenberg är 406 meter över havet.
Terrängen runt Hackenberg är kuperad åt nordväst, men åt sydost är den platt. Runt Hackenberg är det mycket tätbefolkat, med 3 134 invånare per kvadratkilometer.. Närmaste större samhälle är Wien, 9,3 km öster om Hackenberg. 
I omgivningarna runt Hackenberg växer i huvudsak blandskog.